# Carthade
Carthade és un gènere monotípic d'arnes de la família Crambidae. Conté només una espècie, Carthade caecalis, que es troba a Colòmbia.